# Karl Grammer
Karl Grammer (* 1950 in Mühlacker) ist ein deutscher Verhaltensforscher und Evolutionsbiologe.

## Werdegang
Grammer studierte von 1972 bis 1979 Zoologie, Anthropologie und Physik an der Ludwig-Maximilians-Universität München. Ab 1977 verfasste er seine Diplomarbeit über das Thema Helfen und Unterstützen in Kindergruppen an der damals von Irenäus Eibl-Eibesfeldt geleiteten Forschungsstelle Humanethologie der Max-Planck-Gesellschaft (MPG) in Seewiesen, wo er bis 1991 blieb. Seine von 1979 bis 1982 entstandene Doktorarbeit war dem Thema Wettbewerb und Kooperation: Das Eingreifen in Konflikte unter Kindergartenkindern gewidmet. Danach leitete er dort bis 1987 ein „Kindergartenprojekt“. Von 1985 bis 1988 erforschte er in einem Projekt die „Strategien der Selbstdarstellung bei balzenden Männern“. 1990 habilitierte er sich an der Universität Wien.
Von 1991 bis 2008 leitete Grammer das Ludwig-Boltzmann-Institut für Stadtethologie in Wien und ist außerordentlicher Professor an der Universität Wien im Department für Anthropologie. Die Zeit schrieb, dass er herausfinden wolle, „warum der Mensch im städtischen Milieu so gut klar kommt, obwohl die Spezies dort, verglichen mit der Dauer der Menschheitsgeschichte, erst kurze Zeit zu Hause ist.“
Grammer hat sich seit den 1980er Jahren mit Attraktivitätsforschung beschäftigt, die seiner Ansicht nach „dreissig Jahre lang zum Erliegen [kam], weil sie ab den 1960er Jahren als ethisch verwerflich beurteilt und zum Tabu erklärt wurde. Erst als sich die Evolutionsbiologen dem Thema Anfang der neunziger Jahre annahmen, wurde es rehabilitiert, und die Forschung kam wieder in Gang.“ 1993 erschien Grammers erstes Buch, Signale der Liebe über Kontaktaufnahme, Partnerwahl und die dazu gehörigen Strategien.
Von 1994 bis 1995 führte er ein Projekt in vergleichender Verhaltensforschung an der Universität Kyoto aus, dank eines Stipendiums der Japan Society for the Promotion of Science (JSPS).
1996 gab er ein Seminar im Rahmen von Mindship in Kopenhagen.
2001 gründete er mit seinen ehemaligen Studenten, den Brüdern Michael und Christian Bechinie, das Start-up-Unternehmen digitalmankind research & software development GmbH, das computergestützte Simulationen entwickelte die sich zur Analyse menschlichen Verhaltens unter Einbeziehung sozialwissenschaftlicher Erkenntnisse eignen. Ziel war es, Schnittstellen zu schaffen die humanen Verhaltensmustern gehorchen.
2002 erhielt er den Zdenek-Klein Preis für integrierte Forschung zusammen mit seinen Institutskollegen Bernhard Fink und Michaela Atzmüller sowie dem unabhängigen amerikanischen Forscher James V. Kohl für ihre Arbeit Human Pheromones: Integrating Neuroendocrinology and Ethology. 2004 erhielt er den ersten Preis in der internationalen Ausschreibung „Vienna Co Operate 2003“ für besonders innovative technologische Projekte der Wirtschaftsagentur Wien mit der Entwicklung einer Software für die Analyse von non-verbalem Verhalten, auch Proxemik. Von 2004 bis 2006 war er Mitglied der Forschungsgruppe „Embodied Communication in Humans and Machines“ am Zentrum für interdisziplinäre Forschung in Bielefeld (ZIF) mit dem Forschungsthema Computersimulation menschlicher Kommunikation.
Seit 2010 ist er Leiter der Human Behavior Research Group an der Universität Wien.
Im Jahre 2011 erschien sein zweites Buch mit dem Titel Reproduktionsmaschinen.
2015 erhielt er gemeinsam mit Elisabeth Oberzaucher den Ig-Nobelpreis in Mathematik für seine Arbeit über Mulai Ismail.

## Forschungsschwerpunkte
- Menschliches Flirtverhalten
- Die Rolle von fluktuierender Asymmetrie bei Attraktivitätswahrnehmung und Partnerwahl[12]
- Pheromone und physische Attraktivität
- Bewegung als Signal für Partnerqualität

## Werke (Auswahl)
- Wettbewerb und Kooperation, Strategien des Eingriffs in Konflikte unter Kindern einer Kindergartengruppe. München 1982, DNB 830847928 (Dissertation Universität München).
- Biologische Grundlagen des Sozialverhaltens. Verhaltensforschung in Kindergruppen (= Dimensionen der modernen Biologie. Band 5). Wissenschaftliche Buchgesellschaft, Darmstadt 1988, ISBN 3-534-02535-0.
- Signale der Liebe. Die biologischen Gesetze der Partnerschaft. 2. Auflage. Hoffmann und Campe, Hamburg 1994, ISBN 3-455-08451-6.
- Bernulf Kanitscheider, Karl Grammer (Hrsg.): Liebe, Lust und Leidenschaft. Sexualität im Spiegel der Wissenschaft. unter Mitwirkung von Berthold Suchan. Hirzel, Stuttgart 1998, ISBN 3-7776-0795-9 (Edition Universitas).
- Publikationsliste. Academia.edu, abgerufen am 17. Januar 2018.